# نادي تولوز
نادي تولوز لكرة القدم (بالفرنسية: Toulouse Football Club)‏ ويعرف اختصارٍ باسم تولوز (بالفرنسية: Toulouse FC)‏ هو نادي كرة قدم فرنسي تأسس في عام 1937 ويقع مقره في مدينة تولوز. يلعب الفريق مبارياته الرسمية على ملعبه ملعب تولوز البلدي والذي يتسع لحضور 35 ألف متفرج. حالياً يشارك الفريق في منافسات الدوري الفرنسي الدرجة الأولى تحت قيادة مدربه الان كاسانوفا.
استطاع الفريق الفوز بلقب الدوري الفرنسي الدرجة الثانية في 3 مناسبات مختلفة. شارك تولوز في المسابقات الأوروبية خمس مرات، بما في ذلك مشاركة عام 2008، حينما شارك الفريق لأول مرة في تاريخه في بطولة دوري أبطال أوروبا.

## البطولات
اعتبارًا من 30 أبريل 2023.
- كأس فرنسا: 2023
- الدوري الفرنسي الدرجة الثانية:
  - البطل: 1953، 1982، 2003